# Halo (sorozat)
A Halo egy sci-fi videójáték-sorozat, melyet a Bungie alkotott meg és jelenleg a 343 Industries fejleszti a következő epizódot. A sorozat jogai a Microsoft Studios tulajdonát képezik. A játékok története egy háború köré épül, ami az emberiség és egy teokratikus felépítésű társadalomban élő idegen szövetség, a Covenant között zajlik. A Covenant egy már kihalt ősi civilizációt, a Forerunnereket tiszteli istenükként, akiknek kipusztulását a Flood nevű élősködő fajjal vívott harc okozta. A Halo játékok többségében Master Chief John-117, a kibernetikai fejlesztésekkel ellátott szuperkatona és társa, a Cortana nevű mesterséges intelligencia a főszereplő. A címben szereplő Halo egy lakható, gyűrűszerű építmény, felépítése hasonló az Iain Banks által írt Kultúra-regények Orbitáljához, vagy Larry Niven Gyűrűvilágához.
A játék nagy sikernek örvend a first-person shooter műfaján belül, a Microsoft Xbox konzoljainak az egyik húzócíme, úgynevezett "killer app". (Ezt a kifejezést azokra a szoftverekre alkalmazzák, amik kiadásuk után jelentősen növelik az adott platform eladásait.) Ebből a szóból ered a "Halo killer" kifejezés is, amit olyan programokra használnak, ami véleményük szerint túlszárnyalja a Halo játékokat. A Halo sorozat már az első résszel, a Combat Evolved című játékkal is sikereket ért el, aminek folytatásait a kiadó Microsoft hatalmas reklámkampánnyal támogatta, így azok több eladási rekordot is megdöntöttek. A Halo 3 az Egyesült Államokban több mint 170 millió dollárnyi bevételt termelt 24 óra leforgása alatt, ami megdöntötte a Halo 2 három évvel korábban felállított rekordját. A Halo: Reach megjelenésekor újabb rekordokat ért el, 200 millió dollár bevétel keletkezett a megjelenése napján, amivel megelőzte a Halo harmadik részét. A játékok eladásai összesen meghaladják a 40 millió példányt, míg Halo sorozat összbevételei 2 milliárd dollár felett járnak.
A játékok remek eladási mutatóinak hatására a franchise tovább bővült, így a Halo univerzuma regény- és képregényfeldolgozásokkal, továbbá animációs filmekkel (mint pl. a Halo Legends) gazdagodott. Az eredeti trilógia mellett újabb Halo játékok jelentek meg, mint amilyen az Ensemble Studios utolsó játéka, a Halo Wars című valós idejű stratégiai játék. A Bungie továbbá egy kiegészítővel, a Halo 3: ODST című játékkal és a Halo: Reach című előzménytörténettel bővítette a sorozatot, ami valószínűleg a Halo világával kapcsolatos utolsó játékuk is egyben. A legutolsó játék a sorozatban az első epizód felújított változata, a Halo: Combat Evolved Anniversary.
A játék nagy felbontású változata Halo: Combat Evolved Anniversary címen 2011. november 15-én jelent meg, éppen tíz évvel az eredeti változat megjelenése után.
A játék második sorozatának első része, a Halo 4, 2012. november 6-án jelent meg.
Brian Bendis író szerint a Halo sorozat kulturális hatása olyan, akár a Star Wars filmek világa. 
A sorozat rajongóinak egy kollektív csoportja magukat "Halo Nemzedéknek" is nevezik.
2014. május 16-án Microsoft megerősítette, hogy a következő Halo játékot Halo 5: Guardians-nek nevezte el.
A sorozat új tagja várhatóan a következő év őszén jelenik majd meg.

## Játékok

### Eredeti trilógia
- Halo: Combat Evolved
- Halo 2
- Halo 3

### Újgenerációs /reclaimer/ trilógia
- Halo 4
- Halo 5: Guardians
- Halo Infinite (Halo 6)

### Kapcsolódó részek
- Halo Wars
- Halo Wars 2
- Halo 3: ODST
- Halo: Reach
- Halo: Combat Evolved Anniversary
- Halo 2 Anniversary